# Uadjmose
Uadjmose (W3ḏms) va ser un príncep egipci de la XVIII Dinastia. Era fill del faraó Tuthmosis I.
| M14 | F31 | S29 |

| M14 | F31 | S29 |

Segurament va néixer uns anys abans que el seu pare ascendís al tron. Tenia un germà mascle anomenat Amenmose, i es discuteix qui era la seva mare. Si els dos germans van néixer de la reina Ahmose, eren germans complets tant de Hatxepsut com de Nefrubiti. D'altra banda, Uadjmose podria haver estat el fill de la reina Mutnofret i, per tant, un germà complet de Tuthmosis II.
Uadjmose apareix representat a la tomba d'El Kab del seu tutor i el d'Amenmose, anomenat Paheri; aquí hi apareix assegut a la falda de Paheri. Es creu que va morir abans que el seu pare. Uadjmose i un altre príncep anomenat Ramose s'esmenten a la capella funerària tebana de Thuthmosis I, on també s'inclou la reina Mutnofret. Aquesta capella és possible que s'erigís durant el regnat de Tuthmosis II entre els llocs on més tard s'hi van construir el temple mortuori de Tuthmosis IV i el de Ramesseum. Aquí s'hi va trobar una estàtua de Mutnofret, fet que fa probable que fos la seva mare.
El nom d'Uadjmose apareix escrit en un cartutx, cosa bastant rara per als prínceps.